# فشنگ

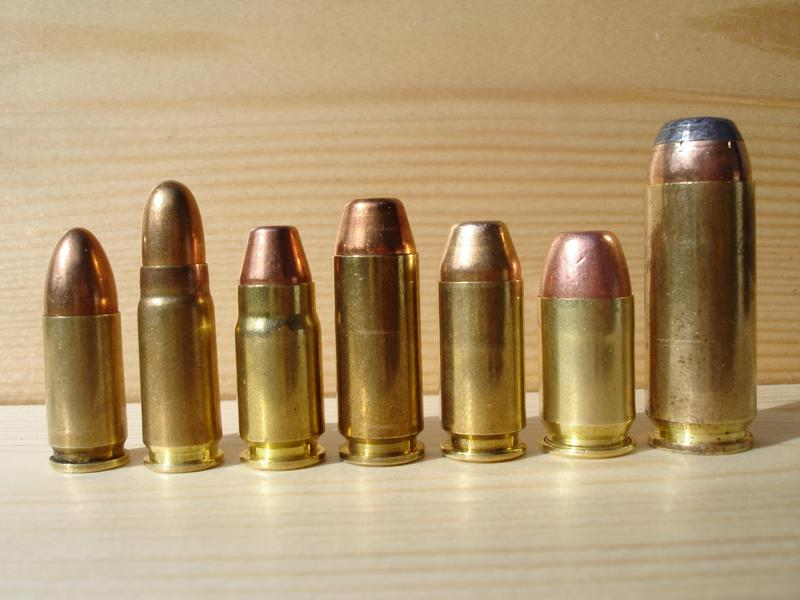
فشنگ‌های سلاح کمری در اندازه‌های 9x19mm Parabellum, 7.62x25mm Tokarev, .357 SIG, 10 mm Auto, .40 S&W, .45 GAP, .50 Action Express

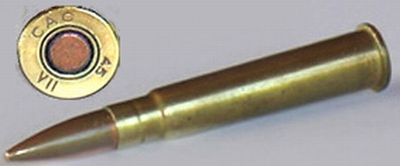
فشنگ جنگی ۷٬۷ میلیمتری

فِشَنگ در سلاح‌های گرم مجموعه‌ای از خرج انفجاری، گلوله و چاشنی است که در یک بسته (فلزی، مقوایی یا پلاستیکی) کنار هم قراردارند.
بدنه فشنگ (یا پوکه) از جنس برنج و همچنین فشنگ‌های ساچمه‌ای، دارای بدنه پلاستیکی می‌باشد. سر فشنگ یا مرمی، از روکش مسی و داخل آن، از مغز سربی تشکیل شده‌است.
چاشنی معمولاً خود در محفظه فلزی جداگانه‌ای قرار دارد و به قسمت تحتانی فشنگ اضافه شده‌است. سپس باروت را درون فشنگ می‌ریزند و بعد یک نمد یا یک تکه پلاستیکی را درون فشنگ قرار می‌دهند و در آخر ساچمه را می‌ریزند (ساچمه‌های اسلحه‌های شکاری حالت‌های مختلفی دارد مانند چهارپاره که فشنگی جنگی به حساب می‌آید و فشنگ شش پاره که برای شکار مناسب است و با افزایش تعداد پرچ‌های دهانه فشنگ، اندازه ساچمه هم کوچک‌تر می‌شود) نوعی دیگر از گلوله وجود دارد که به آن تک گلوله یا اسلاگ slug گفته می‌شود ظاهر آن مخروطی شکل و دارای نوکی برنجی است و برد و رنج بالاتری نسبت به فشنگ‌های ساچمه‌ای دارد) سپس وقتی گلوله را ریختند سرپوشی را روی آن گذاشته و فشنگ را می‌بندند.
وقتی سوزن تفنگ به چاشنی برخورد می‌کند منفجر شده و سبب ترکیدن باروت می‌شود و این نیروی انفجاری، گلوله را به طرف بیرون پرتاب می‌کند. جنس گلوله هم باید سرب باشد زیرا سرب فلزی نرم است و وقتی درون لوله هستند به نرمی شکل می‌گیرد. در غیر این صورت اگر انبوهی از ساچمه‌های آهنی درون لوله گیر کنند به دلیل سفت بودن آهن نمی‌توانند از لوله رد شوند و باعث انفجار لوله تفنگ شده که می‌تواند صدمات جبران ناپذیری را به صاحب سلاح وارد کند.